# Nikola Kovačević
Nikola Kovačević (Kraljevo, 14 febbraio 1983) è un pallavolista serbo.
Gioca nel ruolo di schiacciatore nel Visła Bydgoszcz.

## Carriera
La carriera di Nikola Kovačević, fratello maggiore del pallavolista Uroš Kovačević, inizia nel 1999 nella squadra giovanile del Ribnica e dalla stagione 2002-03 passa in prima squadra, esordendo nel massimo campionato serbo-montenegrino; l'annata successiva veste la maglia della Stella Rossa, club a cui resta legato per tre stagioni; nel 2005 viene convocato per la prima volta nella nazionale serbo-montenegrina, mentre dal 2006, passa alla nazionale serba dopo la scissione del Montenegro dalla Serbia.
Nella stagione 2006-07 si trasferisce in Grecia nel Lamia e con la nazionale vince la medaglia di bronzo al campionato europeo. Nella stagione 2007-08 approda in Italia con il Perugia, in Serie A1: con la società perugina gioca per due campionati, mentre con la Serbia vince la medaglia d'argento all'edizione 2008 e a quella 2009 della World League.
Nell'annata 2009-10 ritorna nel campionato greco con l'Arīs Salonicco; nel 2010, con la nazionale, vince il bronzo sia alla World League che al campionato mondiale. Nella stagione successiva è nuovamente in Italia con la Top Volley di Latina; nel 2011, con la squadra nazionale, si aggiudica la medaglia d'oro al campionato europeo.
Per il campionato 2011-12 gioca per il club russo del Gubernija di Nižnij Novgorod, mentre nella stagione successiva viene ingaggiato dall'Asseco Resovia, militante nella Polska Liga Siatkówki polacca, con cui vince lo scudetto; con la nazionale si aggiudica la medaglia di bronzo al campionato europeo 2013.
Nella stagione 2013-14 viene acquistato dall'Ural, tuttavia a metà annata viene ceduto al BluVolley Verona, nella Serie A1 italiana. Disputa la stagione seguente in Cina, allo Shanghai, nella Chinese Volleyball League, aggiudicandosi lo scudetto; al termine degli impegni in Cina, firma per il resto dell'annata con il Paris, nella Ligue A francese; con la nazionale vince la medaglia d'argento alla World League 2015.
Nel campionato 2015-16 torna nella Superliga russa per difendere i colori della Lokomotiv Novosibirsk, mentre per quello successivo è al Charlottenburg, nella 1. Bundesliga tedesca: tuttavia poco dopo passa al Paykan Teheran, nel massimo campionato iraniano, per poi concludere l'annata al Rennes, nella Ligue B francese, con cui ottiene la promozione in Ligue A.
Per il campionato 2017-18 si accasa al club rumeno dell'Arcada Galați, nella Divizia A1, con cui vince la Supercoppa, mentre in quella seguente torna in Polonia, dove disputa la Polska Liga Siatkówki con il Chemik Bydgoszcz.

## Palmarès

### Club
- Campionato polacco: 1

2012-13
- Campionato cinese: 1

2014-15
- Supercoppa rumena: 1

2017

### Premi individuali
- 2015 - Volleyball League A cinese: Miglior schiacciatore